# Dicranoweisia spenceri
Dicranoweisia spenceri là một loài rêu trong họ Dicranaceae. Loài này được Dixon & Sainsbury mô tả khoa học đầu tiên năm 1945.